# Ingrid Stöckl
Ingrid Stöckl (Tamsweg, 28 marzo 1969) è un'ex sciatrice alpina austriaca.

## Biografia
Sciatrice polivalente, Ingrid Stöckl ottenne il suo primo risultato di rilievo il 20 gennaio 1986 in occasione dei Mondiali juniores di Bad Kleinkirchheim, quando concluse 18ª nella discesa libera; nell'edizione seguente della stessa manifestazione, Hemsedal/Sälen 1987, la sciatrice austriaca conquistò la medaglia d'oro nello slalom speciale. In Coppa del Mondo ottenne il primo piazzamento il 16 dicembre 1988 ad Altenmarkt-Zauchensee in combinata (15ª) e si aggiudicò il primo podio il 14 gennaio 1990 sulle nevi di Haus, piazzandosi 3ª nella medesima specialità alle spalle delle connazionali Petra Kronberger e Anita Wachter.
All'inizio della stagione seguente, il 22 dicembre 1990, ottenne l'unico successo di carriera nel massimo circuito internazionale, nonché ultimo podio, sul tracciato di Morzine sempre in combinata. Il 31 gennaio 1991 ai Mondiali di Saalbach-Hinterglemm, sua prima presenza iridata, vinse la medaglia d'argento nella combinata, giungendo alle spalle della svizzera Chantal Bournissen; prese parte anche ai Mondiali di Sierra Nevada 1996, dove fu 27ª nella discesa libera, e concluse l'attività agonistica il 18 dicembre 1997 classificandosi 44ª nel supergigante di Coppa del Mondo disputato a Val-d'Isère. Non prese parte a rassegne olimpiche.

## Palmarès

### Mondiali
- 1 medaglia:
  - 1 argento (combinata a Saalbach-Hinterglemm 1991)

### Mondiali juniores
- 1 medaglia:
  - 1 oro (slalom speciale a Hemsedal/Sälen 1987)

### Coppa del Mondo
- Miglior piazzamento in classifica generale: 29ª nel 1991
- 2 podi (entrambi in combinata):
  - 1 vittoria
  - 1 terzo posto

#### Coppa del Mondo - vittorie
| Data             | Località | Paese   | Specialità |
| ---------------- | -------- | ------- | ---------- |
| 22 dicembre 1990 | Morzine  | Francia | KB         |

Legenda:

KB = combinata

### South American Cup
- 1 podio (dati dalla stagione 1994-1995):
  - 1 terzo posto

### Campionati austriaci
- 5 medaglie[1]:
  - 2 ori (combinata nel 1989; discesa libera nel 1995)
  - 2 argenti (discesa libera nel 1989; slalom speciale nel 1990)
  - 1 bronzo (slalom gigante nel 1988)